# フィリップ・ハーパー (杜氏)
フィリップ・ハーパー（Philip Harper、1966年 - ）は、日本で活動しているイギリス出身の日本酒の醸造家（杜氏）。ハーパーは日本において、日本酒を醸造する蔵人の監督者である杜氏の資格を得た、2001年時点で唯ひとりの外国からの移住者である。1991年以降、彼は数多くの蔵元で働いてきた。彼は、日本酒の市場を、アジアやヨーロッパ、北アメリカなど、世界各地に広げ、また、日本酒を日本の国民的、文化的な飲料として復活させたいと考えている。ハーパーは、日本酒について2冊の著書『The Insider's Guide to Sake』（日本の銘酒ガイド）、『The Book of Sake: A Connoisseurs Guide』(Kodansha International, 2006, ISBN 978-4-7700-2998-0)（新・酒の本）を出している。

## 生い立ちと初期の経歴
フィリップ・ハーパーは、1966年にイギリス、イングランドのバーミンガムで生まれ、コーンウォール州で育った。1988年に英文学の学士号を得てオックスフォード大学を卒業した。卒業後、日本の外国語青年招致事業 (JET) によって大阪に渡り、公立中学校や高等学校で英語を教える仕事を2年間続けた。ハーパーはもともとヨーロッパの酒を好んでいたが、同僚の教員たちとの宴席で日本酒に出会った。やがて日本酒愛好者の集いに加わって、大阪周辺の酒場を飲み歩くようになった。
JETの契約期間を終えた後、ハーパーは日本に留まることを決め、昼は英会話学校で、夜は地元の酒場で働くようになった。1991年、彼は奈良県の田舎町の蔵元である梅乃宿酒造に出会った。ハーパーは、ここで何でもやる労働者として働き始めた。最初の年には、玄米の精米を担当し、精米機の操作や袋詰めを行なった。2年目には、蒸米の作り方を学んだ。3年目には、米を発酵させて酒にする麹を作る麹造りを担当した。ハーパーは、10年間にわたって、10月から4月までの酒造りの時期には、毎日休みなしに梅乃宿で働いた。蔵元の主人は、ハーパーに酒の醸造を講座で学ぶ機会を与え、彼の知識が深まるように様々な材料を与えた。ハーパーは、酒蔵で働き始めてから程なくして、日本人女性と結婚した。その結婚式の日は、梅乃宿で働いていた10年間の唯一の休みの日であったという。
ハーパーは、1998年に最初の著書『The Insider's Guide to Sake』を出版した。この本は、日本酒を飲み始め、作り始めた当時の経験を踏まえて書かれたものである。2008年までに2万部以上が売れたこの小さな本には、「濁り」、「大吟醸」、「吟醸」、「本醸造」など、様々な分類の日本酒についての情報が盛り込まれている。この本は、日本国外の初心者レベルの日本酒愛好家向けに書かれており、写真も多く、様々な酒類のラベルなども収録されている。

## 杜氏となる
2001年、ハーパーは、南部杜氏協会の資格試験を受けて合格し、日本酒醸造の監督者である「杜氏」の称号を得た。外国人として最初かつ唯ひとり、貴重な称号である杜氏となったことで、ハーパーは日本の歴史に名を残すことになった。また2001年には、梅乃宿を離れ、大門酒造に移った。その後、ハーパーは、茨木市や京都市の様々な蔵元で働いた。
様々な蔵元での経験から、ハーパーは、日本酒が現代の世界における酒類愛好家たちの間で生き残っていくためには、もっと広く知られる必要があると認識するようになった。その一助となるべく、彼は2006年に、日本国内外の日本酒愛好家向けに、2冊目の著書『The Book of Sake: A Connoisseurs Guide』を出版した。この本は、最初の著作と同じように様々な種類、風味の伝統的な日本酒を紹介しているが、内容は前著よりも洗練された読者向けのものとなっている。

## その後の経歴
2008年、それまで45年間にわたって精勤していた木下酒造の杜氏が死去した。蔵元の主人は、廃業することも考えたが、ハーパーを推薦され、杜氏として雇い入れることにした。ハーパーは、自身の経験を活かして、新たに独自のブランドを作り出した。この酒は、日本で新年に販売される福袋から、「福袋」と名付けられた。
2009年、ハーパーは日本やアメリカ合衆国で、優れた日本酒をに与えられる賞を数多く受賞した。ハーパーは木下酒造で酒造りを続けており、伝統的な日本酒の世界への普及と、日本における日本酒の復興を願っている。
ハーパーの活動は、2015年の小西未来監督のドキュメンタリー映画『カンパイ!世界が恋する日本酒』で大きく取り上げられた。

## おもな著書
- The Insider's Guide to Sake (Kodansha International, 1998, ISBN 978-4-7700-2076-5
- The Book of Sake: A Connoisseurs Guide (Kodansha International, 2006, ISBN 978-4-7700-2998-0)